# Knud Thestrup
Knud Ole Martin Thestrup (født 27. august 1900 i Præstø, død 12. juni 1980 i København) var en dansk dommer, modstandsmand, politiker (Konservative Folkeparti) og justitsminister.
Cand.jur. i 1924.
Aktiv i modstanden mod den tyske besættelse under krigen som medlem af Frit Danmark. Arresteret af Gestapo 1944. Sad fængslet først i Aarhus, derefter i Frøslevlejren til befrielsen 1945.
Folketingsmedlem fra 1947-73 og justitsminister i Regeringen Hilmar Baunsgaard fra 2. februar 1968 til 11. oktober 1971.
Fra 1943 til 1945 var han medlem af Herning Byråd.
Han er begravet på Garnisons Kirkegård.